# Validentia varilonga
Validentia varilonga är en stekelart som beskrevs av Heinrich 1934. Validentia varilonga ingår i släktet Validentia och familjen brokparasitsteklar. Inga underarter finns listade i Catalogue of Life.